# Justs Sirmais
Justs Sirmais (Kekava, Letonia; 6 de febrero de 1995) conocido simplemente como Justs, es un cantante letón.
Al ganar la selección nacional Supernova el 28 de febrero, fue elegido representante de Letonia en el Festival de la Canción de Eurovisión 2016.

## Biografía
Nacido en la ciudad letona de Kekava, el día 6 de febrero de 1995.
Estudió en el "Rīgas Valsts 1. ģimnāzija" de Riga, donde se llegó a graduar.
El 31 de enero de 2016 fue anunciado por la compañía de radiodifusión letona Latvijas Televizija (LTV), como uno de los 20 artistas que participarían en la selección nacional para eurovisión "Supernova 2016".
En esta selección ha participado con la canción titulada "Heartbeat" (en español: "Latido") que ha sido escrita y compuesta por la representante del país el año pasado Aminata Savadogo.
En su primera aparición el 7 de febrero, después de recibir más de un 40& del voto popular, logró pasar a la semifinal del 21 de febrero y también al recibir una buena puntuación llegó a la final del 28 de febrero, que tras recibir la mayor puntuación ha logrado declararse ganador de la selección y fue elegido representante de Letonia en el Festival de la Canción de Eurovisión 2016 que se celebrará en el estadio cubierto Globen Arena de la ciudad de Estocolmo, Suecia.
En el festival eurovisivo, Justs participó en la segunda semifinal del concurso, logrando clasificar a la final en el octavo lugar, mientras en la final obtuvo finalmente un 15° puesto.